# ستيلرز هانداتلاس

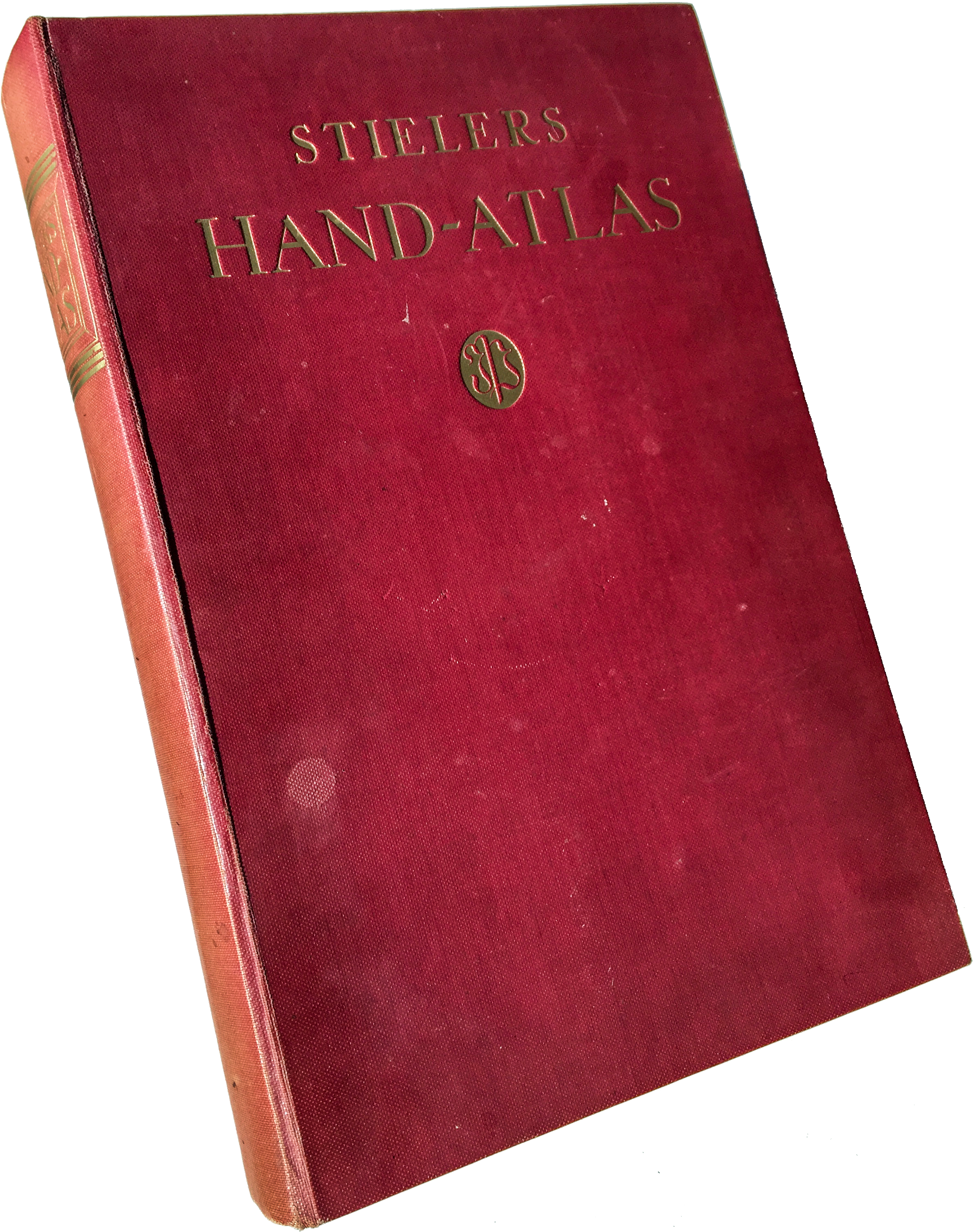
ستيلرز هاندلاس الطبعة العاشرة

ستيلرز هانداتلاس (بعد Adolf Stieler ، 1775-1836)، الذي يحمل الأسم الرسميHand-Atlas über alle Theile der Erde und über das Weltgebäude ( أطلس هاندي في جميع أنحاء العالم وفي الكون)، أطلس العالم الألماني الرائد في آخر ثلاثة عقود من القرن التاسع عشر والنصف الأول من القرن العشرين. نشرت عشر طبعات من عام 1816 إلى عام 1945. :290/2 كما هو الحال مع العديد من منشورات القرن التاسع عشر، صدرت طبعة في أجزاء. على سبيل المثال، تم إصدار الإصدار الثامن في 32 جزءًا شهريًا.

## الطبعات
نُشرت الطبعة الأول، من تأليف ستيلير وكريستيان جوتليب ريتشارد ،  :326/2 منفصلة من عام 1817 إلى عام 1823. :222/1 كان هناك 47 خريطة، على الرغم من أن القصد كان نشر 50. :222/1 بعد وفاة ستيلر قام فريدريش فون شتولناجل (1786-1865) بتحرير الطبعة الأولى (1834-1845)، :238/1 والثانية (1845-1847) ب107 خرائط. :239/2. ساهم بيترمان في الإصدار الثالث (1854-1862) :222/1 أحتوى على 83 خريطة، الرابعة (1864-1867) :247/1 والخامسة (1868-74) ، :248/2 لكل منها 84 خريطة.
الإصدار السادس (1871-1875، 90 خريطة)، الذي حرره أغسطس بيترمان (1822-1878)، وهيرمان بيرجهاوس (1828-1890) وكارل فوغل (1828-1897). صدرت الطبعة السابعة 1879-1882؛ الثامنة 1888-1891 (كلهما ب95 خريطة) تحت إشراف هيرمان بيرجهاوس وفوغل وهيرمان هابنشت (1844-1917). على الرغم من أن صناعة الطباعة قد تحولت بالفعل إلى الطباعة الحجرية لبعض الوقت، إلا أن بعض الخرائط في أطلس ستيلر ما زالت مستنسخة عن طريق طباعة الألواح النحاسية على المطابع اليدوية مع التلوين اليدوي في التسعينيات من القرن التاسع عشر.